# 大袋巴山吸虫
大袋巴山吸虫（学名：Basantisia macrovesicula）为微茎科巴山属的动物。在中国大陆，此虫分布于广州等地，营寄生生活，宿主为白胸翠鸟以及寄生在其肠部。